# Jan Mens
Jan Mens (Amsterdam, 18 september 1897 – aldaar, 31 oktober 1967) was een Nederlandse schrijver.
Hij werd in Amsterdam geboren als zoon van Jan Mens, diamantslijper, en Helena Elisabeth Falke. Hij groeide op in een sober milieu. Op 9-jarige leeftijd verloor hij zijn vader, en zijn moeder was gedwongen als schoonmaakster de kost voor het gezin te winnen. Jan ging naar de ambachtsschool om het meubelmakersvak te leren en kreeg in 1922 een vaste baan. Datzelfde jaar trouwde hij met Abeltje Stenhuis.
In 1933 verloor Jan zijn baan en hij begon te schrijven, eerst wat kinderboeken en verhalen. In 1934, onder het pseudoniem J. Rebel werd een selectie sociale schetsen uitgegeven met de titel Rafels. In 1935 kwam hij in contact met de schrijver en oud-schoolmeester Theo Thijssen, die hem van aanbevelingen voorzag en zijn manuscripten corrigeerde. In 1938 won Mens de Kosmos Eerstelingen Prijs voor jonge schrijvers met zijn manuscript van Mensen zonder geld en dit was het begin van zijn doorbraak als schrijver. Begin jaren zestig, kort voor zijn dood, was hij de best verkochte schrijver van Nederland.
In 1971 maakte Willy van Hemert de tv-serie 'De kleine waarheid', gebaseerd op het gelijknamige werk van Jan Mens. Willeke Alberti vertolkte de hoofdrol in deze kroniek.